# Mirko Petrov
Mirko Petrov (in macedone Мирко Пeтpoв?; Skopje, 1º novembre 1956) è un ex calciatore jugoslavo, di ruolo attaccante.

## Biografia
Nato a Skopje, anche suo figlio Filip è un calciatore.